# Dmitrov
Dmitrov är en stad i Ryssland. Den är belägen vid Jachromafloden och Moskvakanalen, cirka 65 km norr om huvudstaden. Den ligger inom Moskva oblast och har cirka 65 000 invånare.

## Historia
Staden grundades 1154 på platsen för en äldre bosättning. Mellan 1280 och 1569 var den centrum för furstendömet Dmitrov, vars furste från 1300-talet ofta var en son till storfursten av Moskva.